# Neurateles leucopsis
Neurateles leucopsis är en stekelart som först beskrevs av William Harris Ashmead 1890.  Neurateles leucopsis ingår i släktet Neurateles och familjen brokparasitsteklar. Inga underarter finns listade i Catalogue of Life.